# Toni Brutscher
Anton Johann „Toni” Brutscher (ur. 15 listopada 1925 w Oberstdorfie, zm. 16 listopada 1983 tamże) – niemiecki skoczek narciarski, uczestnik Zimowych Igrzysk Olimpijskich 1952 w Oslo.

## Życiorys
W 1943 roku, w wieku siedemnastu lat, Toni Brutscher został wcielony do wojska. W 1944 roku doznał poważnych obrażeń, które niemal przedwcześnie zakończyły jego sportową karierę. Pomimo obaw, że zostanie sparaliżowany do końca życia, udało mu się wrócić do skoków już w 1946 roku.
W 1949 roku Brutscher zaangażował się wraz z Heinim Klopferem, Seppem Weilerem oraz Maxem Bolkartem w budowę skoczni do lotów narciarskich w jego rodzinnej miejscowości, Oberstdorfie.
W 1952 na Zimowych Igrzyskach Olimpijskich w Oslo na normalnej skoczni zajął 4. miejsce, choć po pierwszej serii był trzeci. Powołany został także na igrzyska w Cortinie d’Ampezzo w 1956 roku, ale nie mógł w nich ostatecznie wystartować z powodu choroby.
W 1953 roku wziął udział w pierwszej edycji Turnieju Czterech Skoczni, stanął nawet na najniższym stopniu podium zawodów w Garmisch-Partenkirchen. W łącznej klasyfikacji turnieju plasował się na czwartym miejscu. Brutscher startował także w następnych edycjach TCS, ale nigdy już nie pojawił się we wszystkich czterech konkursach.
Na arenie międzynarodowej Toni Brutscher pojawiał się także w czasie Turnieju Szwajcarskiego (w 1951 roku zajął w klasyfikacji generalnej tej imprezy ósme miejsce) i Tygodnia Lotów Narciarskich (z największym powodzeniem w 1955 roku, kiedy trzykrotnie stawał na podium poszczególnych konkursów).
W 1949, 1952 oraz 1955 roku zdobywał tytuł mistrza Niemiec w skokach narciarskich, zdobył też srebrny medal w 1954 roku oraz dwukrotnie brązowy: w 1956 i 1957.
W 1960 roku Brutscher podjął decyzję o zakończeniu sportowej kariery, ostatni skok oddał w 1961 r. w Oberstdorfie.
W latach pięćdziesiątych XX wieku, Brutscher stał się znany dzięki swojej muzyce. Występował w zespole Toni Brutscher Trio, w którym grał na akordeonie. Grupa wypuściła nawet swój własny album – Rund ums Nebelhorn.

## Osiągnięcia

### Zimowe igrzyska olimpijskie
| Miejsce | Dzień     | Rok  | Miejscowość | Skocznia     | Punkt K | Konkurs  | Skok 1 | Skok 2 | Nota      | Strata  | Zwycięzca        |
| ------- | --------- | ---- | ----------- | ------------ | ------- | -------- | ------ | ------ | --------- | ------- | ---------------- |
| 4.      | 24 lutego | 1952 | Oslo        | Holmenkollen | K-72    | indywid. | 66,5 m | 62,5 m | 216,5 pkt | 9,5 pkt | Arnfinn Bergmann |

### Turniej Czterech Skoczni
| Edycja | Rok       | Oberstdorf | Garmisch-Partenkirchen | Innsbruck | Bischofshofen | Miejsce w kl. generalnej |
| ------ | --------- | ---------- | ---------------------- | --------- | ------------- | ------------------------ |
| 1.     | 1953      | 7          | 3                      | 7         | 12            | 4                        |
| 2.     | 1953/1954 | 9          | 9                      | -         | 12            | -                        |
| 3.     | 1954/1955 | 6          | 21                     | 9         | -             | -                        |
| 4.     | 1955/1956 | 5          | 20                     | 16        | -             | -                        |
| 5.     | 1956/1957 | 3          | 40                     | -         | -             | -                        |
| 6.     | 1957/1958 | 56         | -                      | -         | -             | -                        |